# Andriy Lunin
Andriy Oleksíyovych Lunin (en ucraniano: Андрі́й Олексі́йович Лу́нін, pronunciación  /ɐnˈd⁽ʲ⁾r⁽ʲ⁾ij luˈniˈn/) (Krasnogrado, 11 de febrero de 1999) es un futbolista ucraniano que juega de portero en el Real Madrid C. F. de la Primera División de España.
Fue candidato al Golden Boy como mejor jugador del mundo sub-21 en 2019.

## Trayectoria

### Inicios y evolución en Ucrania
Con trece años de edad empezó a formarse como futbolista en la disciplina del Metalist Járkov, el club de su región natal, y posteriormente se incorporó en las inferiores del F. C. Dnipró Dnipropetrovsk. En 2016, subió al primer equipo e hizo su debut como futbolista profesional el 16 de octubre contra el FK Karpaty Lviv en un encuentro de la Liga de Ucrania que finalizó con empate a uno. Debutó con 17 años, convirtiéndose así en uno de los cinco porteros más jóvenes en jugar en la primera división de Ucrania. Lunin disputaría 25 partidos en total con el Dnipró, con un promedio de menos de un gol encajado por partido.
En 2017, se marchó al FC Zorya Luhansk. Con el Zorya tendría sus primeras participaciones en competiciones europeas en la Europa League de la temporada 2017-2018. Lunin jugó como titular todos los partidos de la fase de grupos, incluyendo una buena actuación contra el Athletic Club en San Mamés donde su equipo se llevó la victoria por 1-0, aunque al final el equipo no lograría clasificarse a la siguiente ronda. 
Sus buenas actuaciones tanto a nivel nacional como en las competiciones europeas le llevaron a ser convocado por primera vez con la selección de Ucrania, así como a llamar la atención de diversos clubes de Europa.

### Etapa en España
El 22 de junio de 2018, se anunció un acuerdo entre el Real Madrid C. F. y el F. C. Zorya Luhansk por el traspaso del jugador, el cual queda vinculado al club durante las próximas seis temporadas. Fue presentado el 23 de julio en el Santiago Bernabeu. Disputó algunos minutos en la gira de pretemporada del club por la International Champions Cup, haciendo su debut con la elástica blanca el 1 de agosto de 2018, en un partido amistoso disputado contra el Manchester United en el Hard Rock Stadium. Su estreno en el Estadio Santiago Bernabéu fue el 11 de ese mismo mes, en el Trofeo Santiago Bernabéu disputado contra el Milan. 
Debido a la falta de espacio en la plantilla tras el fichaje de Thibaut Courtois, surgieron distintos rumores de que Lunin podría salir cedido a algún equipo de LaLiga para ganar experiencia. Al fin, el 27 de agosto se anunció que jugaría cedido en el C. D. Leganés, durante la temporada 2018-19.
Debutó en Primera División el 10 de noviembre de 2018 al ingresar por el lesionado Iván Cuéllar en los últimos minutos del partido que el C. D. Leganés empató 0 a 0 en su visita a Girona. Su debut como titular se produjo el 23 de noviembre de 2018, en casa frente al Deportivo Alavés, partido en el que consiguió mantener su portería a cero (ganó el Leganés 1 a 0) a pesar de tener una discreta actuación.
A inicios de la temporada 2023-24, el portero estaba dispuesto a salir del equipo debido a la falta de minutos, algo que el propio club entendía  pero una grave lesión de Courtois hizo al club replantearse la situación.

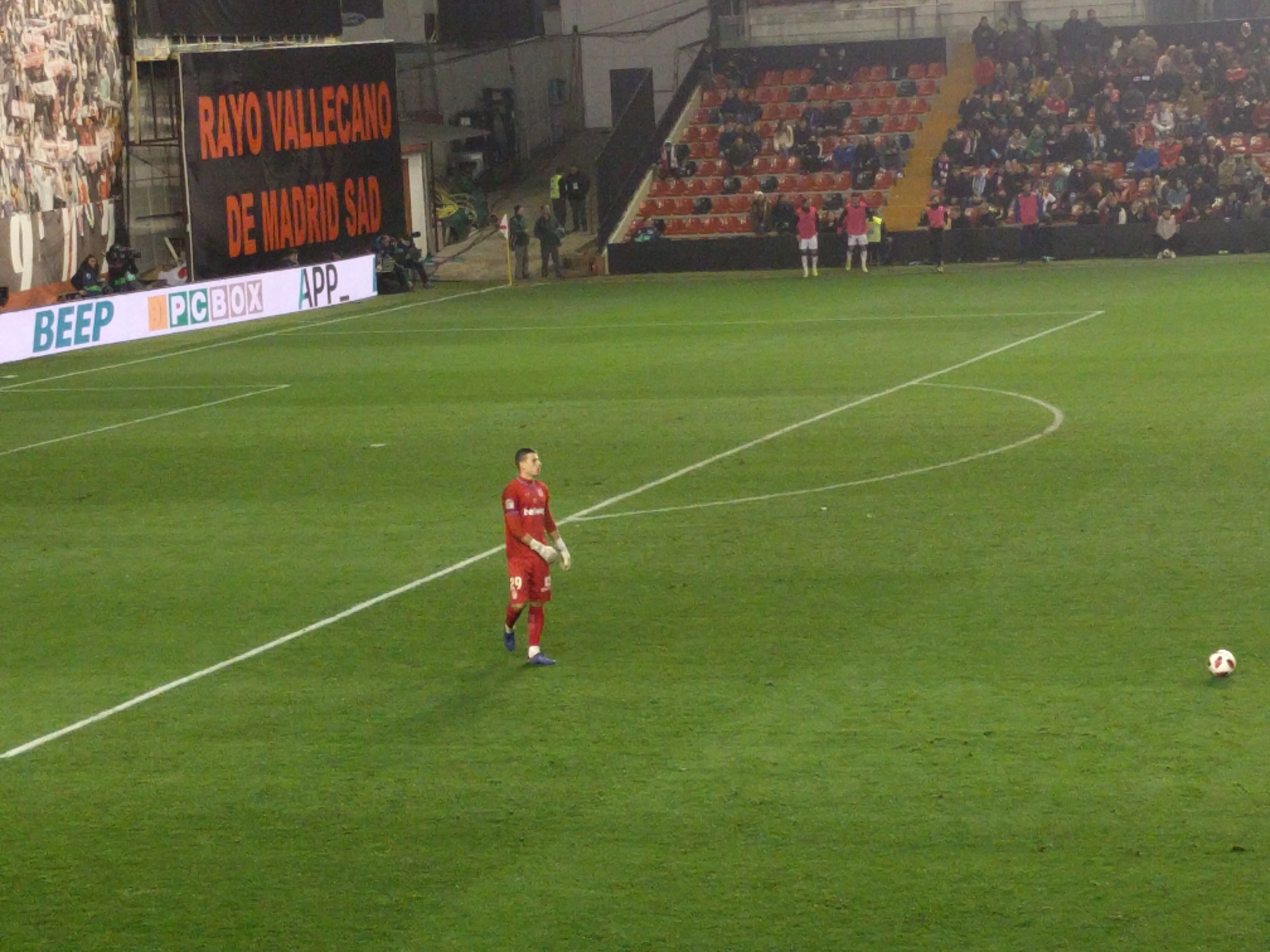
Andriy Lunin en un partido de Copa del Rey con el CD Leganés.

## Selección nacional
Tras jugar en todas las categoría inferiores, finalmente hizo su debut con la selección absoluta el 23 de marzo de 2018 en un encuentro amistoso celebrado en Marbella contra el seleccionado de Arabia Saudita, el encuentro finalizó con un resultado de empate a uno tras los goles de Artem Kravets para Ucrania, y de Fahad Al-Muwallad para el combinado saudí. Continuó siendo convocado a varios amistosos y disputó su segundo partido como titular en la victoria de su equipo 4-1 ante Albania.

### Participaciones en Eurocopas
| Copa          | Sede     | Resultado    | Partidos | Goles |
| ------------- | -------- | ------------ | -------- | ----- |
| Eurocopa 2024 | Alemania | Primera fase | 1        | 0     |

## Estadísticas

### Clubes
Actualizado al último partido disputado el 24 de mayo de 2025.
| F. K. Dnipro · Ucrania                | 1.ª           | 2016-17       | 22  | 22  | 3  | 1  | —  | —  | 25  | 23  |
| F. K. Dnipro · Ucrania                | Total club    | Total club    | 22  | 23  | 3  | 1  | 0  | 0  | 25  | 23  |
| F. K. Zorya Lugansk · Ucrania         | 1.ª           | 2017-18       | 29  | 41  | 1  | 4  | 6  | 9  | 36  | 54  |
| F. K. Zorya Lugansk · Ucrania         | Total club    | Total club    | 29  | 41  | 1  | 4  | 6  | 9  | 36  | 54  |
| C. D. Leganés · España                | 1.ª           | 2018-19       | 5   | 5   | 2  | 2  | —  | —  | 7   | 7   |
| C. D. Leganés · España                | Total club    | Total club    | 5   | 5   | 2  | 2  | 0  | 0  | 7   | 7   |
| Real Valladolid C. F. · España        | 1.ª           | 2019-20       | 0   | 0   | 2  | 1  | —  | —  | 2   | 1   |
| Real Valladolid C. F. · España        | Total club    | Total club    | 0   | 0   | 2  | 1  | 0  | 0  | 2   | 1   |
| Real Oviedo · España                  | 2.ª           | 2019-20       | 20  | 20  | —  | —  | —  | —  | 20  | 20  |
| Real Oviedo · España                  | Total club    | Total club    | 20  | 20  | 0  | 0  | 0  | 0  | 20  | 20  |
| Real Madrid C. F. · España            | 1.ª           | 2020-21       | 0   | 0   | 1  | 2  | 0  | 0  | 1   | 2   |
| Real Madrid C. F. · España            | 1.ª           | 2021-22       | 2   | 2   | 2  | 2  | 0  | 0  | 4   | 4   |
| Real Madrid C. F. · España            | 1.ª           | 2022-23       | 7   | 7   | 1  | 0  | 4  | 6  | 12  | 13  |
| Real Madrid C. F. · España            | 1.ª           | 2023-24       | 21  | 17  | 2  | 5  | 8  | 10 | 31  | 32  |
| Real Madrid C. F. · España            | 1.ª           | 2024-25       | 7   | 7   | 5  | 8  | 2  | 4  | 14  | 19  |
| Real Madrid C. F. · España            | Total club    | Total club    | 37  | 33  | 11 | 17 | 14 | 20 | 62  | 70  |
| Total carrera                         | Total carrera | Total carrera | 113 | 121 | 19 | 25 | 20 | 29 | 152 | 175 |
| (1) Hace referencia a goles encajados |               |               |     |     |    |    |    |    |     |     |

## Palmarés

### Campeonatos nacionales
| Título              | Club              | País   | Año  |
| ------------------- | ----------------- | ------ | ---- |
| Supercopa de España | Real Madrid C. F. | España | 2022 |
| Campeonato de Liga  | Real Madrid C. F. | España | 2022 |
| Copa del Rey        | Real Madrid C. F. | España | 2023 |
| Supercopa de España | Real Madrid C. F. | España | 2024 |
| Campeonato de Liga  | Real Madrid C. F. | España | 2024 |

### Campeonatos internacionales
Nota * : incluyendo la selección.
| Título                           | Equipo *          | Sede        | Año  |
| -------------------------------- | ----------------- | ----------- | ---- |
| Copa Mundial (sub-20)            | Ucrania (sub-20)  | Polonia     | 2019 |
| Liga de Campeones                | Real Madrid C. F. | Saint-Denis | 2022 |
| Supercopa de Europa              | Real Madrid C. F. | Helsinki    | 2022 |
| Mundial de Clubes                | Real Madrid C. F. | Marruecos   | 2022 |
| Liga de Campeones                | Real Madrid C. F. | Londres     | 2024 |
| Supercopa de Europa              | Real Madrid C. F. | Varsovia    | 2024 |
| Copa Intercontinental de la FIFA | Real Madrid C. F. | Catar       | 2024 |

### Distinciones individuales
| Distinción                              | Año  |
| --------------------------------------- | ---- |
| Guante de Oro de la Copa Mundial Sub-20 | 2019 |
| Nominado al Golden Boy 2019.            | 2019 |